# Тьилпа
Тьилпа (англ. Tjilpa) — название сумчатых котов в северных наречиях аранда — протоэтнической группы австралийских аборигенов, живущих в районе города Алис-Спрингс в Центральной Австралии. У аранда существует множество преданий, в которых тьилпа считаются предками-прародителями, людьми-котами, которые играли значительную роль в мифологической истории племён. Истории о тьилпа распространены в землях Аранда, Унматжера, Каитиджа, Нгалия, Илпара и Кукатжа.